# Norma de operador
En matemáticas, la norma de un operador (también norma operativa) mide el "tamaño" de ciertas aplicaciones lineales asignando a cada una un número real llamado su norma de operador. Formalmente, es una norma definida en el espacio de operadores lineales acotados entre dos espacios vectoriales normados dados. Informalmente, la norma del operador {\displaystyle \|T\|} de una aplicación lineal {\displaystyle T:X\to Y} es el factor máximo por el cual "alarga" los vectores.

## Introducción y definición
Dados dos espacios vectoriales normados {\displaystyle V} y {\displaystyle W} (sobre el mismo cuerpo base, ya sean los números reales {\displaystyle \mathbb {R} } o los números complejos {\displaystyle \mathbb {C} }), una aplicación lineal {\displaystyle A:V\to W} es continua si y solo sí existe un número real {\displaystyle c} tal que
{\displaystyle \|Av\|\leq c\|v\|\quad {\mbox{for all }}v\in V.}
La norma de la izquierda es la de {\displaystyle W} y la norma de la derecha es la de {\displaystyle V}.
Intuitivamente, el operador continuo {\displaystyle A} nunca aumenta la longitud de ningún vector en más de un factor de {\displaystyle c}. Por lo tanto, la imagen de un conjunto acotado bajo un operador continuo también está acotada. Debido a esta propiedad, los operadores lineales continuos también se conocen como acotados.
Para "medir el tamaño" de {\displaystyle A} se puede tomar el elemento supremo e ínfimo de los números {\displaystyle c}, de modo que la desigualdad anterior sea válida para todos los {\displaystyle v\in V}.
Este número representa el factor escalar máximo por el cual {\displaystyle A} "alarga" los vectores.
En otras palabras, el "tamaño" de {\displaystyle A} se mide por cuánto "alarga" los vectores en el caso "más grande". Entonces, se define la norma del operador de {\displaystyle A} como
{\displaystyle \|A\|_{op}=\inf\{c\geq 0:\|Av\|\leq c\|v\|{\mbox{for all }}v\in V\}.}
El mínimo se alcanza cuando el conjunto de todos esos {\displaystyle c} es cerrado, no vacío y acotado inferiormente.
Es importante tener en cuenta que la norma del operador depende de la elección de normas para los espacios vectoriales normados {\displaystyle V} y {\displaystyle W}.

## Ejemplos
Cada  matriz real de orden {\displaystyle m}-por-{\displaystyle n} corresponde a una aplicación lineal de {\displaystyle \mathbb {R} ^{n}} a {\displaystyle \mathbb {R} ^{m}.} Cada par de la plétora de normas (vectoriales) aplicables a espacios vectoriales reales induce una norma de operador para todas las matrices de números reales de orden {\displaystyle m}-por-{\displaystyle n}. Estas normas inducidas forman un subconjunto de normas matriciales.
Si se eligen específicamente espacios euclídeos tanto en {\displaystyle \mathbb {R} ^{n}} como en {\displaystyle \mathbb {R} ^{m}}, entonces la norma matricial dada a una matriz {\displaystyle A} es la raíz cuadrada del valor propio más grande de la matriz {\displaystyle A^{*}A} (donde {\displaystyle A^{*}} denota la matriz traspuesta conjugada de {\displaystyle A}).
Esto equivale a asignar el valor singular más grande de {\displaystyle A}.
Pasando a un ejemplo típico de dimensión infinita, considérese el espacio de sucesiones {\displaystyle \ell ^{2}}, que es un espacio Lp definido por
{\displaystyle l^{2}=\left\{\left(a_{n}\right)_{n\geq 1}:\;a_{n}\in \mathbb {C} ,\;\sum _{n}|a_{n}|^{2}<\infty \right\}.}
Esto puede verse como un análogo de dimensión infinita del espacio euclídeo {\displaystyle \mathbb {C} ^{n}}.
Considérese ahora una sucesión acotada {\displaystyle s_{\bullet }=\left(s_{n}\right)_{n=1}^{\infty }}. La sucesión {\displaystyle s_{\bullet }} es un elemento del espacio {\displaystyle \ell ^{\infty },} con una norma dada por
{\displaystyle \left\|s_{\bullet }\right\|_{\infty }=\sup _{n}\left|s_{n}\right|.}
Ahora, se define un operador {\displaystyle T_{s}} mediante la multiplicación escalar:
{\displaystyle \left(a_{n}\right)_{n=1}^{\infty }\;{\stackrel {T_{s}}{\mapsto }}\;\ \left(s_{n}\cdot a_{n}\right)_{n=1}^{\infty }.}
El operador {\displaystyle T_{s}} está limitado por la norma del operador
{\displaystyle \left\|T_{s}\right\|_{op}=\left\|s_{\bullet }\right\|_{\infty }.}
Esta discusión se extiende directamente al caso en el que {\displaystyle \ell ^{2}} se reemplaza por un espacio {\displaystyle L^{p}} general con {\displaystyle p>1} y {\displaystyle \ell ^{\infty }} remplazados por {\displaystyle L^{\infty }}.

## Definiciones equivalentes
Sea {\displaystyle A:V\to W} un operador lineal entre espacios normados. Las primeras cuatro definiciones son siempre equivalentes, y si además {\displaystyle V\neq \{0\}}, entonces todas son equivalentes:
{\displaystyle {\begin{alignedat}{4}\|A\|_{op}&=\inf &&\{c\geq 0~&&:~\|Av\|\leq c\|v\|~&&~{\mbox{ para todo }}~&&v\in V\}\\&=\sup &&\{\|Av\|~&&:~\|v\|\leq 1~&&~{\mbox{y }}~&&v\in V\}\\&=\sup &&\{\|Av\|~&&:~\|v\|<1~&&~{\mbox{y }}~&&v\in V\}\\&=\sup &&\{\|Av\|~&&:~\|v\|\in \{0,1\}~&&~{\mbox{y }}~&&v\in V\}\\&=\sup &&\{\|Av\|~&&:~\|v\|=1~&&~{\mbox{y }}~&&v\in V\}\;\;\;{\text{ esta igualdad se cumple si y solo si }}V\neq \{0\}\\&=\sup &&{\bigg \{}{\frac {\|Av\|}{\|v\|}}~&&:~v\neq 0~&&~{\mbox{y }}~&&v\in V{\bigg \}}\;\;\;{\text{ esta igualdad se cumple si y sólo si }}V\neq \{0\}.\\\end{alignedat}}}
Si {\displaystyle V=\{0\}}, entonces los conjuntos en las dos últimas filas estarán vacíos y, en consecuencia, sus supremos sobre el conjunto {\displaystyle [-\infty ,\infty ]} serán iguales a {\displaystyle -\infty } en lugar del valor correcto de {\displaystyle 0}. Si el supremo se toma sobre el conjunto {\displaystyle [0,\infty ]}, entonces el supremo del conjunto vacío es {\displaystyle 0} y las fórmulas son válidas para cualquier {\displaystyle V}.
Es importante destacar que, en general, no se garantiza que un operador lineal {\displaystyle A:V\to W} alcance su norma {\displaystyle \|A\|_{op}=\sup\{\|Av\|:\|v\|\leq 1,v\in V\}} en la bola unitaria cerrada {\displaystyle \{v\in V:\|v\|\leq 1\}}, lo que significa que podría no existir ningún vector {\displaystyle u\in V} de norma {\displaystyle \|u\|\leq 1} tal que {\displaystyle \|A\|_{op}=\|Au\|} (si dicho vector existe y si {\displaystyle A\neq 0,} entonces {\displaystyle u} necesariamente tendría norma unitaria {\displaystyle \|u\|=1}). RC James demostró el conocido como teorema de James en 1964, en el que se establece que un espacio de Banach {\displaystyle V} es reflexivo si y solo si cada operador lineal acotado {\displaystyle f\in V^{*}} alcanza su norma en la bola unitaria cerrada.
De ello se deduce, en particular, que todo espacio de Banach no reflexivo tiene algún funcional lineal acotado (un tipo de operador lineal acotado) que no alcanza su norma en la bola unitaria cerrada.
Si {\displaystyle A:V\to W} está acotado, entonces
{\displaystyle \|A\|_{op}=\sup \left\{\left|w^{*}(Av)\right|:\|v\|\leq 1,\left\|w^{*}\right\|\leq 1{\text{ donde }}v\in V,w^{*}\in W^{*}\right\}}
y
{\displaystyle \|A\|_{op}=\left\|{}^{t}A\right\|_{op}}
donde {\displaystyle {}^{t}A:W^{*}\to V^{*}} es la trasposición de {\displaystyle A:V\to W}, que es el operador lineal definido por {\displaystyle w^{*}\,\mapsto \,w^{*}\circ A.}

## Propiedades
La norma del operador es de hecho una norma en el espacio de todos los operadores lineales acotados entre {\displaystyle V} y {\displaystyle W}. Esto significa que
{\displaystyle \|A\|_{op}\geq 0{\mbox{and }}\|A\|_{op}=0{\mbox{ si y solo si }}A=0,}
{\displaystyle \|aA\|_{op}=|a|\|A\|_{op}{\mbox{ para todo escalar }}a,}
{\displaystyle \|A+B\|_{op}\leq \|A\|_{op}+\|B\|_{op}.}
La siguiente desigualdad es una consecuencia inmediata de la definición:
{\displaystyle \|Av\|\leq \|A\|_{op}\|v\|\ {\mbox{ para todo }}\ v\in V.}
La norma del operador también es compatible con la composición o multiplicación de operadores: si {\displaystyle V}, {\displaystyle W} y {\displaystyle X} son tres espacios normados sobre el mismo cuerpo base, y {\displaystyle A:V\to W} y {\displaystyle B:W\to X} son dos operadores acotados, entonces se genera una norma submultiplicativa tal que:
{\displaystyle \|BA\|_{op}\leq \|B\|_{op}\|A\|_{op}.}
Para operadores acotados en {\displaystyle V}, esto implica que la multiplicación de operadores es conjuntamente continua.
De la definición se deduce que si una secuencia de operadores converge en la norma del operador, es uniformemente convergente en conjuntos acotados.

## Tabla de normas de operadores comunes
Al elegir normas diferentes para el codominio, utilizado en el cálculo de {\displaystyle \|Av\|}, y el dominio, utilizado en el cálculo de {\displaystyle \|v\|}, se obtienen valores diferentes para la norma del operador. Algunas normas comunes de los operadores son fáciles de calcular y otras son NP-hard (no determinables en tiempo polinómico).
Excepto las normas NP-duras, todas estas normas se pueden calcular en {\displaystyle N^{2}} operaciones (para una matriz {\displaystyle N\times N}), con la excepción de la norma {\displaystyle \ell _{2}-\ell _{2}} (que requiere {\displaystyle N^{3}} operaciones para obtener la respuesta exacta, o menos si se aproxima con el método de las potencias o las iteraciones de Lanczos).
|                           |                                 | Codominio                                                   | Codominio                                                   | Codominio                                                         |
| {\displaystyle \ell _{1}} | {\displaystyle \ell _{2}}       | {\displaystyle \ell _{\infty }}                             |                                                             |                                                                   |
| ------------------------- | ------------------------------- | ----------------------------------------------------------- | ----------------------------------------------------------- | ----------------------------------------------------------------- |
| Dominio                   | {\displaystyle \ell _{1}}       | Máximo de la norma {\displaystyle \ell _{1}} de una columna | Máximo de la norma {\displaystyle \ell _{2}} de una columna | Máximo de la norma {\displaystyle \ell _{\infty }} de una columna |
| Dominio                   | {\displaystyle \ell _{2}}       | NP-hard                                                     | Valor singular máximo                                       | Máximo de la norma {\displaystyle \ell _{2}} de una fila          |
| Dominio                   | {\displaystyle \ell _{\infty }} | NP-hard                                                     | NP-hard                                                     | Máximo de la norma {\displaystyle \ell _{1}} de una fila          |

La norma de la aplicación adjunta o traspuesta se puede calcular de la siguiente manera:
Para cualquier par {\displaystyle p,q} se calculan {\displaystyle p',q'}, y entonces {\displaystyle \|A\|_{p\rightarrow q}=\|A^{*}\|_{q'\rightarrow p'}}, donde {\displaystyle p',q'} son los conjugados de Hölder respecto a {\displaystyle p,q}, es decir, {\displaystyle 1/p+1/p'=1} y {\displaystyle 1/q+1/q'=1}.

## Operadores en un espacio de Hilbert
Supóngase que {\displaystyle H} es un espacio de Hilbert real o complejo. Si {\displaystyle A:H\to H} es un operador lineal acotado, entonces se tiene que
{\displaystyle \|A\|_{op}=\left\|A^{*}\right\|_{op}}
y
{\displaystyle \left\|A^{*}A\right\|_{op}=\|A\|_{op}^{2},}
donde {\displaystyle A^{*}} denota el operador adjunto de {\displaystyle A} (que en un espacio prehilbertiano con el estándar euclídeo corresponde a la matriz traspuesta conjugada de la matriz {\displaystyle A}).
En general, el radio espectral de {\displaystyle A} está limitado arriba por la norma del operador de {\displaystyle A}:
{\displaystyle \rho (A)\leq \|A\|_{op}.}
Para ver por qué la igualdad no siempre se cumple, considérese la forma canónica de Jordan de una matriz en el caso de dimensión finita. Debido a que hay entradas distintas de cero en la superdiagonal, se puede violar la igualdad. Los operadores cuasinilpotentes son una clase de tales ejemplos. Un operador cuasinilpotente distinto de cero {\displaystyle A} tiene espectro {\displaystyle \{0\}}. Entonces, {\displaystyle \rho (A)=0} mientras {\displaystyle \|A\|_{op}>0}.
Sin embargo, cuando una matriz {\displaystyle N} es normal, su forma canónica de Jordan es diagonal (excepto la equivalencia unitaria), lo que se traduce en el teorema de descomposición espectral. En ese caso es fácil ver que
{\displaystyle \rho (N)=\|N\|_{op}.}
Esta fórmula a veces se puede utilizar para calcular la norma del operador de un operador acotado {\displaystyle A} dado: defínase el operador hermítico, {\displaystyle B=A^{*}A}, determínese su radio espectral y tómese la raíz cuadrada para obtener la norma del operador de {\displaystyle A}.
El espacio de operadores acotados en {\displaystyle H}, con topología inducida por la norma del operador no es separable.
Por ejemplo, considérese el espacio Lp {\displaystyle L^{2}[0,1]}, que es un espacio de Hilbert.
Para {\displaystyle 0<t\leq 1}, sea {\displaystyle \Omega _{t}} la función característica de {\displaystyle [0,t]}, y {\displaystyle P_{t}} sea el operador multiplicación dado por {\displaystyle \Omega _{t}}, es decir,
{\displaystyle P_{t}(f)=f\cdot \Omega _{t}.}
Entonces, cada {\displaystyle P_{t}} es un operador acotado con norma de operador 1 y
{\displaystyle \left\|P_{t}-P_{s}\right\|_{op}=1\quad {\mbox{ para todo }}\quad t\neq s}.
Pero {\displaystyle \{P_{t}:0<t\leq 1\}} es un conjunto no numerable.
Esto implica que el espacio de operadores acotados en {\displaystyle L^{2}([0,1])} no es separable, según la norma del operador.
Se puede comparar esto con el hecho de que el espacio de sucesiones {\displaystyle \ell ^{\infty }} no es separable.
El álgebra asociativa de todos los operadores acotados en un espacio de Hilbert, junto con la norma del operador y la operación adjunta, produce una C*-álgebra.